# Raab-Katzenstein RK 6
Raab-Katzenstein RK 6 Kranich war ein Schulflugzeug der Raab-Katzenstein-Flugzeugwerke aus dem Jahr 1926.

## Entwicklung
Um für die geplante Flugschule der neugegründeten Raab-Katzenstein-Flugzeugwerke ein geeignetes, weil schon bewährtes, Schulflugzeug als Überbrückung bis zur Musterzulassung des werkseigenen Schulflugzeugs RaKa RK 2 zur Verfügung zu haben, wurde in der zweiten Jahreshälfte 1926 kurzerhand ein Nachbau der LVG B.III verwirklicht. Für den Nachbau erwarb die Raab-Katzenstein Flugzeugwerk GmbH bei der Deutschen Lloyd Flugzeugwerke GmbH (DLFW) die Nachbaurechte der DLFW B.I, die 1923 als überarbeiteter Entwurf des Weltkriegs-Schulflugzeugs LVG B.III der Luftverkehrsgesellschaft (LVG) entstanden war.
Ein erster, weitgehend unveränderter Nachbau der DLFW B.I mit Mercedes-D-II-Motor wurde im September 1926 als Einzelstück für die Flugschule in Waldau fertiggestellt und mit dem Kennzeichen D–975 registriert. Auf Grund erster Erfahrungen im Ausbildungseinsatz überarbeiteten Kurt Katzenstein und Paul John Hall den DLFW-B.I-Entwurf in Zusammenarbeit mit der Deutschen Versuchsanstalt für Luftfahrt, die u. a. den Einbau eines Brandschotts forderte. Unter der Bezeichnung Raab-Katzenstein RK 6 „Kranich“ erfolgte im Herbst 1926 die Musterzulassung und die Aufnahme der Serienfertigung von fünf Flugzeugen. Nochmals fünf Maschinen wurden im Spätsommer 1927 gefertigt.
Mit Fertigstellung der ersten RK-2-Serienflugzeuge wurden die RaKa RK 6 in den Flugschulen des Raab-Katzenstein Flugzeugwerks Anfang 1927 ersetzt. Die freigestellten Flugzeuge wurden zu einem Stückpreis von 11.500 (Flugzeug mit instandgesetztem D.I) bis 18.200 ℛℳ (mit fabrikneuem Nachbau-D-II), je nach Motorisierung mit Mercedes D I (gebraucht) oder Junkers L 7a, zum Kauf angeboten. Vermutlich zur Kapazitätsaufstockung der Flugschulen entstanden im Spätsommer 1927 weitere fünf RaKa RK 6, die bis Anfang 1928 im Werksverkehr genutzt und danach ebenfalls verkauft wurden. Weitere RK 6 entstanden nicht.

## Einsatz
Die im Herbst 1926 von RaKa eröffnete Flugschule besaß anfangs außer der ersten RK 6 noch eine Kl I Schwalbe, auf denen die drei Lehrer Katzenstein, Fieseler und Wördehoff die ersten acht Schüler ausbildeten. Dabei wurde die D–975 bereits am 1. Dezember vom Flugschüler Walter bei einer Bruchlandung beschädigt. Sie wurde wieder instand gesetzt, doch bereits am 4. Februar 1927 ereignete sich mit ihr ein weiterer Absturz, bei dem der Schüler Paul Küppers ums Leben kam und das Flugzeug unter anderem durch die völlige Zerstörung der Bugsektion und Abriss des Tragwerks sehr schwer beschädigt wurde. Trotzdem wurde es erneut repariert.
Der nach originalen DLFW-Plänen gebaute Prototyp D-975 wurde nicht verkauft. Er blieb im Werksbesitz und wurde längere Zeit als Mehrzweckflugzeug für Versuchsflüge eingesetzt. Unter anderem kam die D-975 bei den ersten RaKa-Flugzeugschleppversuchen 1927 als Schleppflugzeug zum Einsatz und war in den Jahren 1927/28 häufig auf Flugtagen im „Schleppzug der Zukunft“ zu sehen, bevor sie durch modernere RaKa RK2 abgelöst wurde.
Nach der Verwendung in den RaKa-Flugschulen übernahmen hauptsächlich Flugsportvereine die übrigen neun RK 6 für ihre Ausbildungszwecke. Auf Grund der guten Langsamflugeigenschaften kamen einige RK 6 auch bei Luftakrobatikern und Fallschirmspringern zum Einsatz. Auch für den Reklameflug eigneten sich die langsam kreisenden Flugzeuge mit großer Tragfläche. Die RaKa RK 6 wurden allerdings rasch wieder abgestellt. Bereits Mitte der 1930er Jahre war keine RK 6 in Deutschland mehr zugelassen.

## Aufbau
Die RK 6 war ein verspannter, zweistieliger und gestaffelter Doppeldecker in Holzbauweise. Der Rumpf bestand aus einem mit Sperrholz beplankten Gerüst mit Holmen aus Esche, der Motor im Bug war auf einem hölzernen Bock gelagert. Die Tragflächen waren mit Stoff bespannt und bestanden aus zwei hölzernen Kastenholmen und Sperrholzrippen. Das Holzleitwerk war wie der Rumpf mit Sperrholz beplankt und bestand aus der freitragenden Höhenflosse mit dem durchgehenden Höhenruder und der ebenso freitragenden Seitenflosse mit ausgeglichenem Seitenruder. Die RK 6 hatte ein starres Hauptfahrwerk mit durchgehender Achse und einen Schleifsporn am Heck.

## Varianten
Typenbezeichnungen wie RK 6a oder RK 6b für unterschiedliche Motorisierungen der RK 6 sind nicht bekannt geworden. Allerdings wurden einige der frühen Serienmaschinen als DLFW B.I, in einem Fall sogar als LVG B.III zugelassen. Vermutlich wurde erst die dritte Serienmaschine als RK 6 zugelassen.
- DLFW B.I – Raab-Katzenstein-Nachbau nach Plänen der DLFW, mindestens ein Exemplar als Prototyp, möglicherweise zwei weitere Serienmaschinen
- LVG B.III – möglicherweise ein abweichender Raab-Katzenstein-Nachbau nach Plänen der LVG?
- RK 6 – Raab-Katzenstein-Serienflugzeuge, mindestens 6 gebaut[2]

## Technische Daten

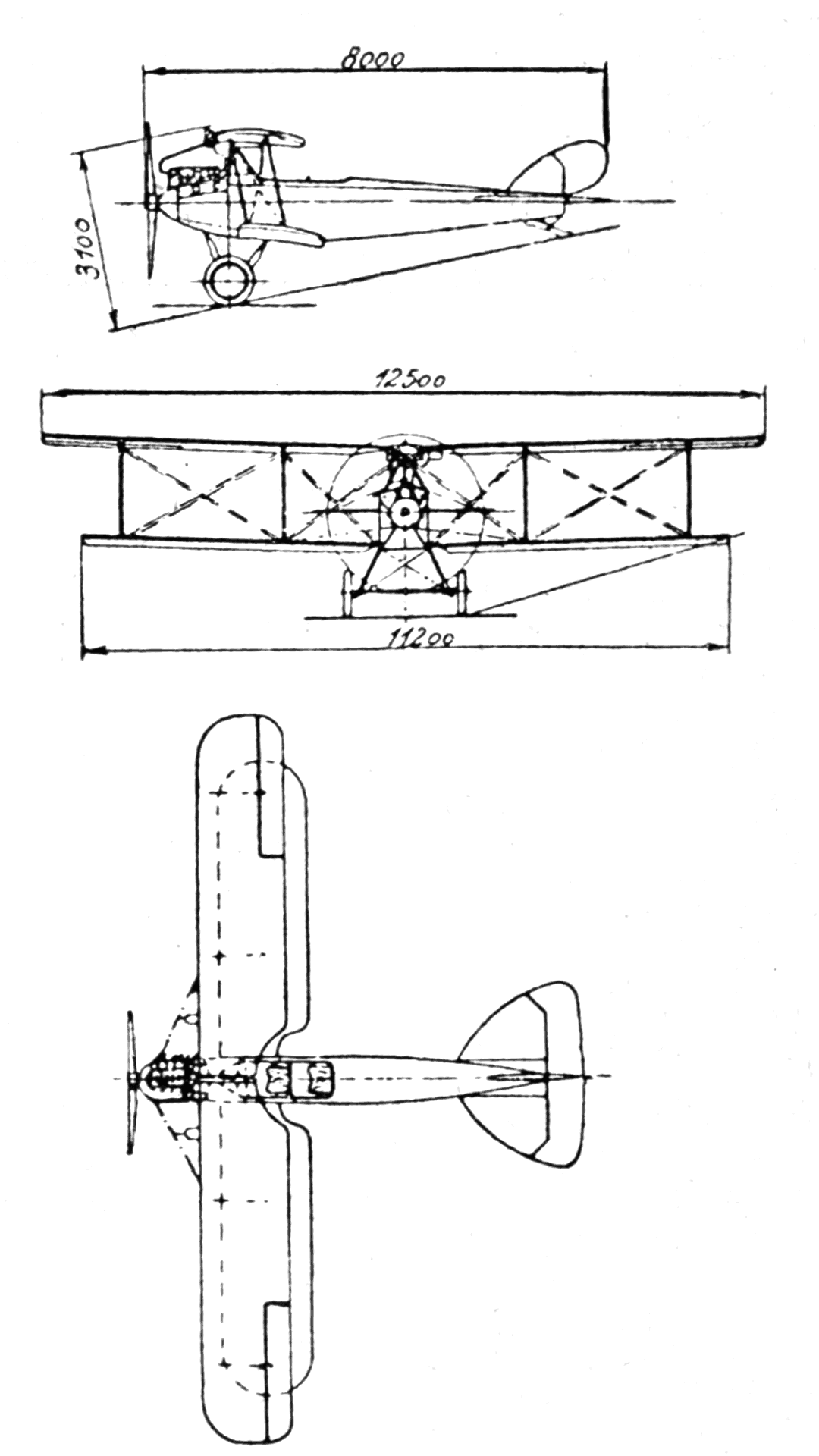
Dreiseitenansicht

|                            | Daten                                                  |
| -------------------------- | ------------------------------------------------------ |
| Besatzung                  | 1–2                                                    |
| Spannweite                 | oben 12,50 m unten 11,20 m                             |
| Länge                      | 8,00 m                                                 |
| Höhe                       | 3,10 m                                                 |
| Flügelfläche               | 32,40 m²                                               |
| Flächenbelastung           | 30,2 kg/m²                                             |
| Leistungsbelastung         | 9,8 kg/PS–8,2 kg/PS                                    |
| Leermasse                  | 700 kg                                                 |
| Zuladung                   | 280 kg                                                 |
| Startmasse                 | 980 kg                                                 |
| Antrieb                    | ein wassergekühlter Sechszylinder-Viertakt-Reihenmotor |
| Typ                        | Mercedes D I                                           |
| Startleistung Nennleistung | 105 PS (77 kW) 100 PS (74 kW) bei 1345/min             |
| Kraftstoffvolumen          | 75 l                                                   |
| Höchstgeschwindigkeit      | 120 km/h in Bodennähe                                  |
| Landegeschwindigkeit       | 60 km/h                                                |
| Steigzeit                  | 5,5 min auf 1000 m Höhe                                |
| Gipfelhöhe                 | 4000 m                                                 |
| Aktionsradius              | maximal 300 km                                         |
| Flugzeit                   | 3,5 h                                                  |